# Pseudoceros
Pseudoceros és un gènere de platihelmints policlàdides del subordre dels cotilis.

## Taxonomia
Segons la base de dades taxonòmica de turbel·laris (Turbellarian Taxonomic Database):
- Pseudoceros albomarginatus Hyman, 1959
- Pseudoceros asamusiensis Kato, 1939
- Pseudoceros ater Hyman, 1959
- Pseudoceros atropurpureus Kato, 1934
- Pseudoceros bicolor Verrill, 1902
- Pseudoceros bifasciatus Prudhoe, 1989
- Pseudoceros bimarginatus Meixner, 1907
- Pseudoceros bolool Newman & Cannon, 1994
- Pseudoceros caeruleopunctatus Palombi, 1928
- Pseudoceros canadensis Hyman, 1953
- Pseudoceros cardinalis Haswell, 1907
- Pseudoceros cardiosorus (Schmarda, 1859)
- Pseudoceros clavicornis (Schmarda, 1859)
- Pseudoceros colemani Prudhoe, 1977
- Pseudoceros collingwoodi Laidlaw, 1903
- Pseudoceros concinnus (Collingwood, 1876)
- Pseudoceros confusus Newman & Cannon, 1995
- Pseudoceros contrarius Newman & Cannon, 1995
- Pseudoceros cruentus Newman & Cannon, 1998
- Pseudoceros depiliktabub Newman & Cannon, 1994
- Pseudoceros dimidiatus von Graff, 1893
- Pseudoceros exoptatus Kato, 1938
- Pseudoceros felis Newman & Cannon, 1994
- Pseudoceros ferrugineus (Hyman, 1959)
- Pseudoceros fuscogriseus Hyman, 1959
- Pseudoceros fuscopunctatus Prudhoe, 1977
- Pseudoceros gamblei Laidlaw, 1902
- Pseudoceros glaucus Prudhoe, 1989
- Pseudoceros goslineri Newman & Cannon, 1994
- Pseudoceros gravieri Meixner, 1907
- Pseudoceros griseus Hyman, 1959
- Pseudoceros harrisi Bolanos, Quiroga, & Litvaitis, 2007
- Pseudoceros heronensis Newman & Cannon, 1994
- Pseudoceros imitatus Newman & Cannon, 1994
- Pseudoceros imperatus Newman & Cannon, 1998
- Pseudoceros indicus Newman & Schupp, 2002
- Pseudoceros intermittus Newman & Cannon, 1995
- Pseudoceros irretitus Newman & Cannon, 1998
- Pseudoceros jebborum Newman & Cannon, 1994
- Pseudoceros josei Newman & Cannon, 1998
- Pseudoceros kylie Newman & Cannon, 1998
- Pseudoceros lacteus (Collingwood, 1876)
- Pseudoceros lactolimbus Newman & Cannon, 1998
- Pseudoceros laingensis Newman & Cannon, 1998
- Pseudoceros langamaakensis Faubel, 1983
- Pseudoceros laticlavus Newman & Cannon, 1994
- Pseudoceros latissimus (Schmarda, 1859)
- Pseudoceros lindae Newman & Cannon, 1994
- Pseudoceros liparus Marcus, 1950
- Pseudoceros litoralis Bock, 1913
- Pseudoceros luteus (Plehn, 1898)
- Pseudoceros macroceraeus Schmarda, 1859
- Pseudoceros maximus Lang, 1884
- Pseudoceros memoralis Kato, 1938
- Pseudoceros microceraeus (Schmarda, 1859)
- Pseudoceros micropapillosus Kato, 1934
- Pseudoceros monostichos Newman & Cannon, 1994
- Pseudoceros mossambicus Prudhoe, 1989
- Pseudoceros nigrocinctus (Schmarda, 1859)
- Pseudoceros nipponicus Kato, 1944
- Pseudoceros ouini Newman & Cannon, 1994
- Pseudoceros paralaticlavus Newman & Cannon, 1994
- Pseudoceros periaurantius Newman & Cannon, 1994
- Pseudoceros periphaeus Bock, 1913
- Pseudoceros peripurpureus Newman & Cannon, 1994
- Pseudoceros perviolaceus (Schmarda, 1859)
- Pseudoceros pius Kato, 1938
- Pseudoceros prudhoei Newman & Cannon, 1994
- Pseudoceros punctatus Laidlaw, 1902
- Pseudoceros rawlinsonae Bolanos, Quiroga, & Litvaitis, 2007
- Pseudoceros regalus Laidlaw, 1903
- Pseudoceros reticulatus Yeri & Kaburaki, 1918
- Pseudoceros rubellus Laidlaw, 1903
- Pseudoceros rubronanus Newman & Cannon, 1998
- Pseudoceros rubrotentaculatus Kaburaki, 1923
- Pseudoceros sagamianus Kato, 1937
- Pseudoceros sapphirinus Newman & Cannon, 1994
- Pseudoceros scintillatus Newman & Cannon, 1994
- Pseudoceros scriptus Newman & Cannon, 1998
- Pseudoceros stimpsoni Newman & Cannon, 1998
- Pseudoceros susanae Newman & Anderson, 1997
- Pseudoceros texanus Hyman, 1955
- Pseudoceros tigrinus Laidlaw, 1902
- Pseudoceros tomiokaensis Kato, 1938
- Pseudoceros velutinus (Blanchard, 1847)
- Pseudoceros verecundus Newman & Cannon, 1994
- Pseudoceros vinosus Meixner, 1907
- Pseudoceros yessoensis Kato, 1937
- Pseudoceros zebra (Leuckart, 1828)

i espècies incertae sedis
- Pseudoceros affinis (Collingwood, 1876)
- Pseudoceros albicornus (Stimpson, 1857)
- Pseudoceros atraviridis (Collingwood, 1876)
- Pseudoceros buskii (Collingwood, 1876)
- Pseudoceros caeruleocinctus Hyman, 1959
- Pseudoceros cerebralis (Kelaart, 1858)
- Pseudoceros chloreus Marcus, 1949
- Pseudoceros coccineus (Stimpson, 1857)
- Pseudoceros corallophilus Hyman, 1954
- Pseudoceros devisii Woodworth, 1898
- Pseudoceros dimidiatus Graff, 1893
- Pseudoceros dulcis Kelaart, 1858
- Pseudoceros flavomaculatus Graff, 1893
- Pseudoceros fulminatus (Stimpson, 1855)
- Pseudoceros fuscus (Kelaart, 1858)
- Pseudoceros guttatomarginatus (Stimpson, 1855)
- Pseudoceros habroptilus Hyman, 1959
- Pseudoceros haddoni (Laidlaw, 1903)
- Pseudoceros hancockanus (Collingwood, 1876)
- Pseudoceros interruptus (Stimpson, 1855)
- Pseudoceros japonicus (Stimpson, 1857)
- Pseudoceros kelaarti (Collingwood, 1876)
- Pseudoceros kentii Graff, 1893
- Pseudoceros leptostictus Bock, 1913
- Pseudoceros limbatus Leuckart, 1828
- Pseudoceros lividus Prudhoe, 1982
- Pseudoceros maculatus (Pease, 1860)
- Pseudoceros mexicanus Hyman, 1953
- Pseudoceros montereyensis Hyman, 1953
- Pseudoceros mulleri (Delle Chiaje, 1829)
- Pseudoceros niger (Stimpson, 1857)
- Pseudoceros paradoxus Bock, 1927
- Pseudoceros pleurostictus Bock, 1913
- Pseudoceros purpureus (Kelaart, 1858)
- Pseudoceros striatus Kelaart, 1858
- Pseudoceros tristriatus Hyman, 1959
- Pseudoceros zeylanicus (Kelaart, 1858)